# Eddie Gaedel
Eddie Gaedel, né Edward Carl Gaedel à Chicago, Illinois, États-Unis le 8 juin 1925 et décédé dans la même ville le 18 juin 1961, est devenu célèbre pour avoir été la seule personne de petite taille et le plus petit joueur à disputer un match des Ligues majeures de baseball. Il participe au second match d'un programme double le dimanche 19 août 1951, faisant partie d'un coup publicitaire orchestré par le propriétaire des Browns de Saint-Louis, Bill Veeck, qui l'avait fait signer deux jours plus tôt dans le plus grand des secrets.
Mesurant 1,09 mètre (3 pieds 7 pouces) et portant le numéro d'uniforme ⅛, il n'a fait qu'une seule présence au bâton, récoltant un but-sur-balles sur quatre lancers consécutifs du lanceur Bob Cain des Tigers de Détroit, puis étant immédiatement remplacé sur les sentiers par un coureur suppléant.